# Rincão
Rincão é um município brasileiro no interior do estado de São Paulo, Região Sudeste do país. Localiza-se na região central do estado e está situado a cerca de 270 km a noroeste da capital paulista. Ocupa uma área de 316,639 km², sendo que 2,08 km² estão em perímetro urbano, e sua população em 2017 era de 10 823 habitantes.
A região começou a ser desbravada por tropeiros gaúchos, que, de passagem, acampavam na região. No entanto, o povoamento teve início na década de 1870, quando a Companhia Paulista de Estradas de Ferro (CPEF) anunciou o estendimento da malha ferroviária até o atual município. A partir de então ganharam força no lugar a pecuária e o cultivo do café (mais tarde substituído pela cana-de-açúcar). Dado o desenvolvimento, em 1909 foi criado o distrito pertencente a Araraquara, que veio a emancipar-se em 1948.
Rincão tem a atividade canavieira, a pecuária, a transformação de tijolos e a extração de areia como principais fontes econômicas. A cidade se destaca pela realização de diversos eventos ao longo do ano, como o Carnaval e a festa junina da cidade (o Arraiá de Rincão), que atraem milhares de visitantes. O artesanato também se mostra como uma das formas mais espontâneas da expressão cultural rinconense. O município abriga ainda o sítio arqueológico Rincão I, vinculado a centenas de artefatos de rocha lascada, e que apresenta as datações mais antigas (20 mil anos atrás) para ocupação humana do sul e sudeste do Brasil. Trata-se de um dos mais antigos registros da presença humana nas Américas.

## História
A ocupação ameríndia de Rincão I é muito antiga. Estudo da UNICAMP, USP e Fundação Araporã caracterizou que a área apresenta os mais antigos vestígios de presença humana do sul e sudeste do Brasil. Antigos povos que confeccionam ferramentas de pedra lascada viveram no local desde 20 mil anos atrás, nas margens do rio Mogi-Guaçu. Com relação a ocupação de descendentes de europeus, a área do atual município começou a ser desbravada por tropeiros gaúchos, que, de passagem, acampavam na região. O lugar passou a ser conhecido pela expressão gaúcha "Rincon" (mais tarde transformada em "Rincão"), que denomina um lugar naturalmente abrigado por rios, morros ou matas.
O povoamento se reforçou no final da década de 1870, quando os proprietários das terras, os irmãos João, Luiz e Francisco Caetano Sampaio, fundaram a povoação. Construíram uma capela em homenagem a São Luiz Gonzaga) às margens do córrego Paciência, após especular-se o estendimento da malha ferroviária da Companhia Paulista de Estradas de Ferro (CPEF) até Rincão. Em 1880 existiam apenas três casas feitas de taipa e barro. A estação ferroviária veio a ser inaugurada em 1º de abril de 1892.
No começo do século XX, Rincão também foi beneficiada com a navegação fluvial do rio Mojiguaçu, proporcionada pela CPEF. O café e a pecuária se estabeleceram como principais fontes de renda, sendo que neste período se destacou a vinda de imigrantes que tinham objetivo de adquirir terras para lavouras. Vieram principalmente italianos, portugueses, espanhóis, sírios, japoneses e russos. O café, entretanto, entrou em decadência no decorrer na década de 1930, sendo substituído pela cana-de-açúcar.
Dado o desenvolvimento, pela lei estadual nº 1.194, de 24 de dezembro de 1909, criou-se o distrito de Rincão (instalado por ata de 11 de maio de 1910), subordinado a Araraquara. Em 20 de agosto de 1948 realizou-se o plebiscito que optou pela emancipação, sendo este considerado o dia do aniversário da cidade. A fundação veio a ocorrer pela lei estadual nº 233, de 24 de dezembro de 1948, e a instalação em 26 de março de 1949.

## Geografia

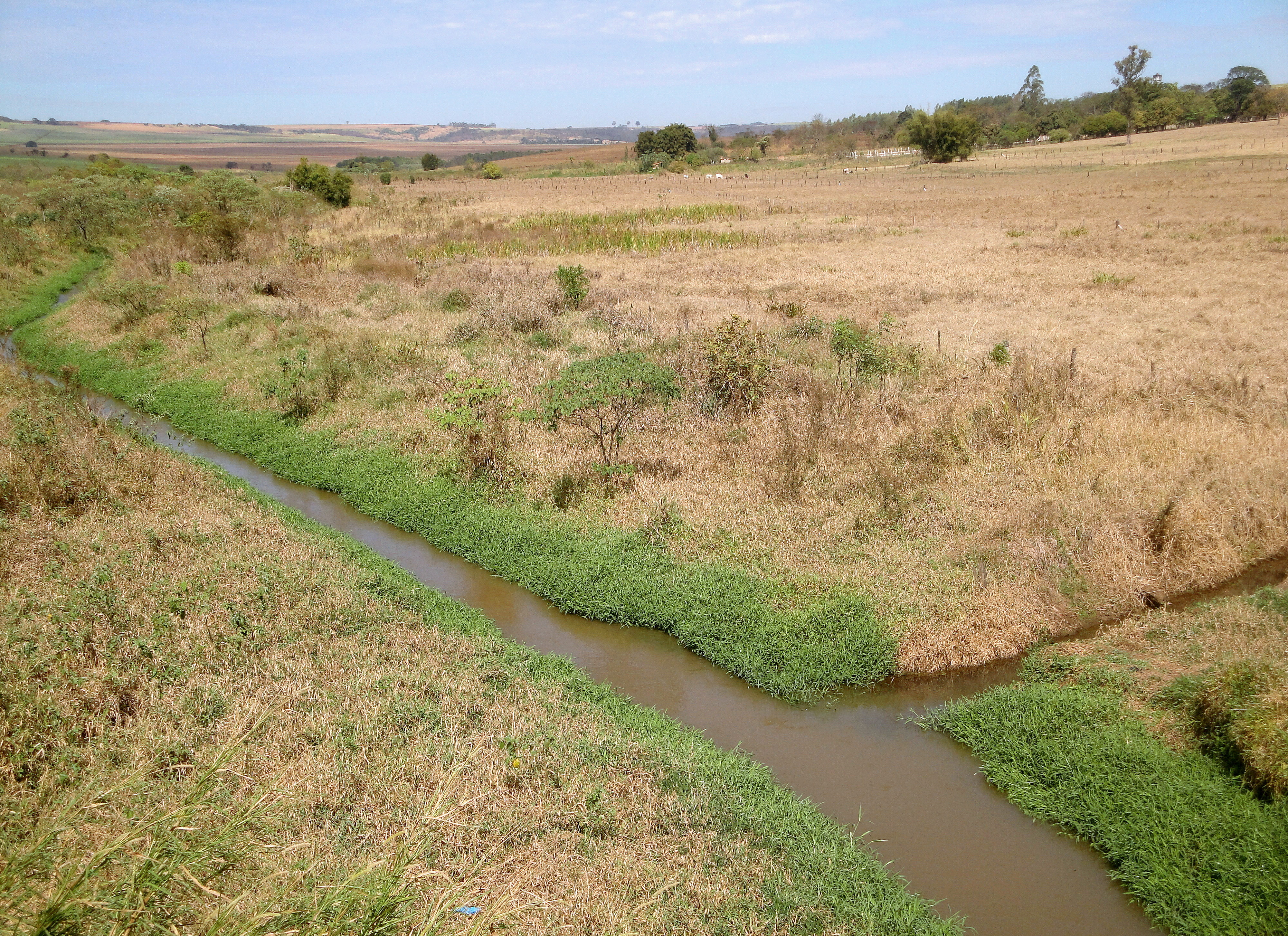
Ribeirão Rancho Queimado próximo à zona urbana

A área do município, segundo o Instituto Brasileiro de Geografia e Estatística (IBGE), é de 316,639 km², sendo que 2,0894 km² constituem a zona urbana. Situa-se a 21°35'13" de latitude sul e 48°04'15" de longitude oeste e está a uma distância de 270 quilômetros a noroeste da capital paulista. Seus municípios limítrofes são Guatapará, a norte; Motuca, a oeste; Araraquara, a sudoeste; Santa Lúcia, a sul; e Luiz Antônio e São Carlos, a leste.
De acordo com a divisão regional vigente desde 2017, instituída pelo IBGE, o município pertence às Regiões Geográficas Intermediária e Imediata de Araraquara. Até então, com a vigência das divisões em microrregiões e mesorregiões, fazia parte da microrregião de Araraquara, que por sua vez estava incluída na mesorregião de Araraquara.

### Relevo e hidrografia
O relevo do município de Rincão é predominantemente ondulado, com altitude máxima atingindo os 600 metros e mínima de 521 metros. No perímetro urbano há alternância entre colinas e planícies, alongando-se para o norte do município. No Vale do Rio Mojiguaçu a altitude média é reduzida, passando a predominar chapadões, morros e espigões do Planalto Ocidental. O solo varia entre arenoso, terras roxas e várzeas.
O território municipal, tanto em seu perímetro urbano como na zona rural, é banhado por vários cursos hídricos de pequeno porte, estando totalmente incluído na bacia do rio Mojiguaçu. Também há considerável presença de lagoas e trechos de várzeas, que cobrem cerca de 0,25% da área de Rincão. O rio Mojiguaçu demarca o limite norte do município, sendo onde deságuam os principais mananciais que cortam sua área, como os ribeirões da Paciência, das Almas, das Guarirobas e Rancho Queimado.

### Clima
| Maiores acumulados de chuva em 24 horas registrados em Rincão por meses (1936–1998) | Maiores acumulados de chuva em 24 horas registrados em Rincão por meses (1936–1998) | Maiores acumulados de chuva em 24 horas registrados em Rincão por meses (1936–1998) | Maiores acumulados de chuva em 24 horas registrados em Rincão por meses (1936–1998) | Maiores acumulados de chuva em 24 horas registrados em Rincão por meses (1936–1998) | Maiores acumulados de chuva em 24 horas registrados em Rincão por meses (1936–1998) |
| Mês                                                                                 | Acumulado                                                                           | Data                                                                                | Mês                                                                                 | Acumulado                                                                           | Data                                                                                |
| ----------------------------------------------------------------------------------- | ----------------------------------------------------------------------------------- | ----------------------------------------------------------------------------------- | ----------------------------------------------------------------------------------- | ----------------------------------------------------------------------------------- | ----------------------------------------------------------------------------------- |
| Janeiro                                                                             | 105,7 mm                                                                            | 11/01/1987                                                                          | Julho                                                                               | 59,5 mm                                                                             | 03/07/1976                                                                          |
| Fevereiro                                                                           | 131,2 mm                                                                            | 05/02/1995                                                                          | Agosto                                                                              | 42,9 mm                                                                             | 22/08/1986                                                                          |
| Março                                                                               | 99,3 mm                                                                             | 04/03/1991                                                                          | Setembro                                                                            | 49,8 mm                                                                             | 30/09/1975                                                                          |
| Abril                                                                               | 81,3 mm                                                                             | 01/04/1995                                                                          | Outubro                                                                             | 156,6 mm                                                                            | 20/10/1981                                                                          |
| Maio                                                                                | 80,1 mm                                                                             | 20/05/1987                                                                          | Novembro                                                                            | 104,8 mm                                                                            | 01/11/1945                                                                          |
| Junho                                                                               | 57 mm                                                                               | 15/06/1958                                                                          | Dezembro                                                                            | 109,8 mm                                                                            | 09/12/1981                                                                          |
| Fonte: Agência Nacional de Águas e Saneamento Básico (ANA)                          |                                                                                     |                                                                                     |                                                                                     |                                                                                     |                                                                                     |

O clima rinconense é caracterizado, segundo o IBGE, como tropical sub-quente úmido (tipo Aw segundo Köppen), tendo temperatura média anual de 22,6 °C com invernos secos e frios e verões chuvosos com temperaturas amenas. O mês mais quente, fevereiro, tem temperatura média de 25,1 °C, sendo a média máxima de 30,7 °C e a mínima de 19,4 °C. E o mês mais frio, julho, de 19,1 °C, sendo 26,6 °C e 11,6 °C as médias máxima e mínima, respectivamente. Outono e primavera são estações de transição.
A precipitação média anual é de 1 531,6 mm, sendo julho o mês mais seco, quando ocorrem apenas 15,9 mm. Em dezembro, o mês mais chuvoso, a média fica em 287,5 mm. Nos últimos anos, entretanto, os dias quentes e secos durante o inverno têm sido cada vez mais frequentes, não raro ultrapassando a marca dos 28 °C, especialmente entre julho e setembro. Em julho de 1998, por exemplo, a precipitação de chuva em Rincão não passou dos 0 mm. Durante a época das secas e em longos veranicos em pleno período chuvoso também são comuns registros de queimadas em morros e matagais, principalmente na zona rural da cidade, o que contribui com o desmatamento e com o lançamento de poluentes na atmosfera, prejudicando ainda a qualidade do ar.
Segundo dados do Departamento de Águas e Energia Elétrica (DAEE), entre 1936 e 1998 o maior acumulado de chuva registrado em 24 horas em Rincão foi de 156,6 mm no dia 20 de outubro de 1981. Outros grandes acumulados foram de 131,2 mm em 5 de fevereiro de 1995, 109,8 mm em 9 de dezembro de 1981 e 105,7 mm em 11 de janeiro de 1987. De acordo com o Instituto Nacional de Pesquisas Espaciais (INPE), Rincão é o 326º colocado no ranking de ocorrências de descargas elétricas no estado de São Paulo, com uma média anual de 6,0329 raios por quilômetro quadrado.
| Dados climatológicos para Rincão                                                                                 | Dados climatológicos para Rincão | Dados climatológicos para Rincão | Dados climatológicos para Rincão | Dados climatológicos para Rincão | Dados climatológicos para Rincão | Dados climatológicos para Rincão | Dados climatológicos para Rincão | Dados climatológicos para Rincão | Dados climatológicos para Rincão | Dados climatológicos para Rincão | Dados climatológicos para Rincão | Dados climatológicos para Rincão | Dados climatológicos para Rincão |
| Mês | Jan                              | Fev                              | Mar                              | Abr                              | Mai                              | Jun                              | Jul                              | Ago                              | Set                              | Out                              | Nov                              | Dez                              | Ano                              |
| --- | -------------------------------- | -------------------------------- | -------------------------------- | -------------------------------- | -------------------------------- | -------------------------------- | -------------------------------- | -------------------------------- | -------------------------------- | -------------------------------- | -------------------------------- | -------------------------------- | -------------------------------- |
| Temperatura máxima média (°C)                                                                                    | 30,6                             | 30,7                             | 30,5                             | 29,2                             | 27,3                             | 26,3                             | 26,6                             | 29,0                             | 30,1                             | 30,3                             | 30,4                             | 30,2                             | 29,3                             |
| Temperatura mínima média (°C)                                                                                    | 19,2                             | 19,4                             | 18,7                             | 16,2                             | 13,5                             | 12,2                             | 11,6                             | 13,2                             | 15,2                             | 16,9                             | 17,6                             | 18,7                             | 16,0                             |
| Precipitação (mm)                                                                                                | 273,0                            | 206,4                            | 187,5                            | 84,7                             | 47,7                             | 19,9                             | 15,9                             | 17,6                             | 67,4                             | 143,6                            | 180,4                            | 287,5                            | 1 531,6                          |
| Fonte: Centro de Pesquisas Meteorológicas e Climáticas Aplicadas à Agricultura (Cepagri); acessado em 03/01/2014 |                                  |                                  |                                  |                                  |                                  |                                  |                                  |                                  |                                  |                                  |                                  |                                  |                                  |

### Ecologia e meio ambiente

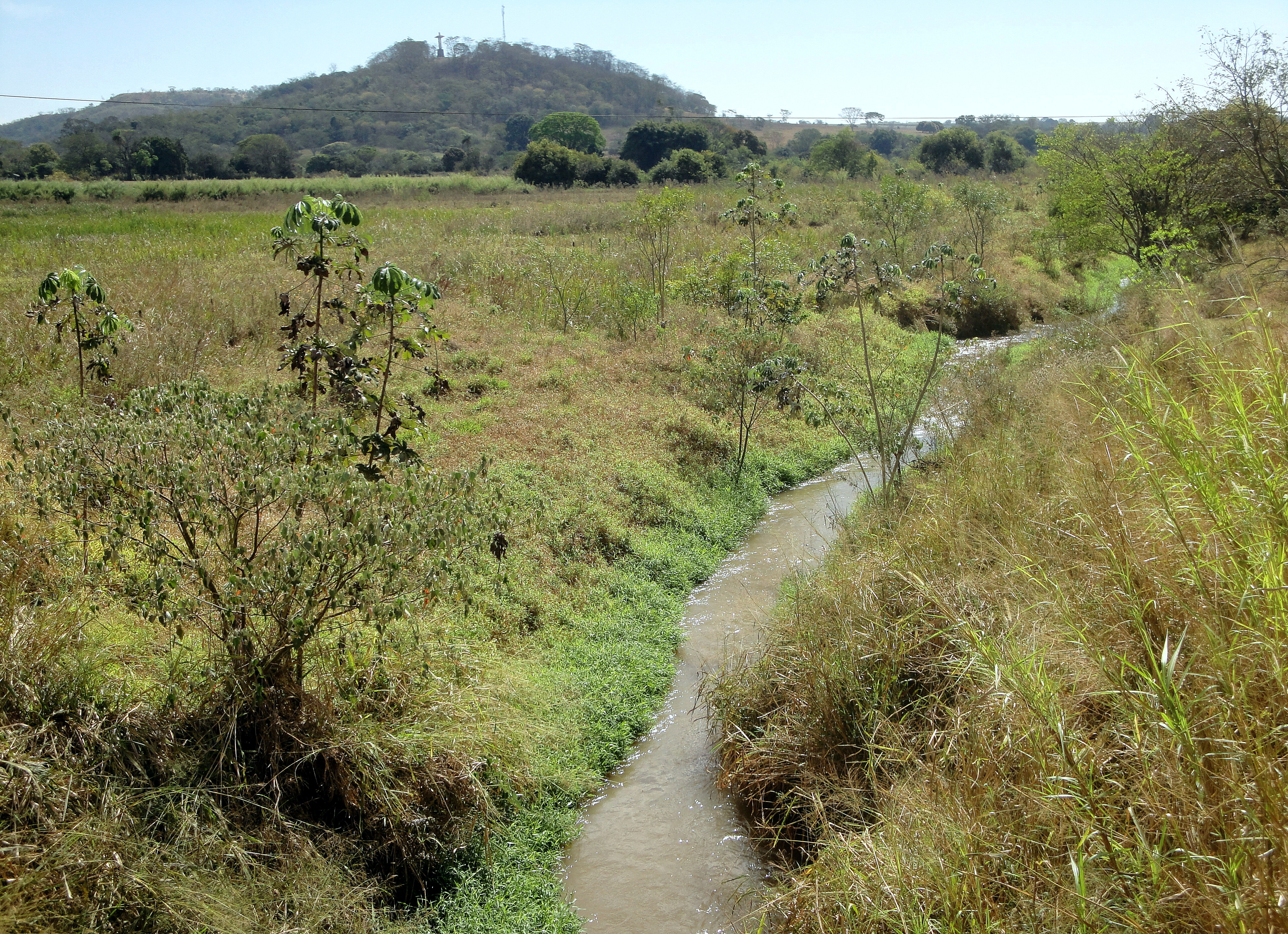
Vegetação rasteira às margens do ribeirão Rancho Queimado

A vegetação predominante no município é uma alternância entre cerrado e campos, sendo que a região observou, durante décadas, profundas transformações ambientais oriundas, principalmente, de um intenso processo de expansão da agricultura e pecuária, que gerou e segue favorecendo uma grande mudança paisagística, reduzindo áreas verdes de vegetação nativa em pequenos fragmentos em meio a áreas abertas de pastagem. A grande maioria dessas áreas fragmentadas encontra-se protegida por meio de unidades de conservação públicas ou particulares, por intermédio de regras exigidas pelo poder público quanto ao licenciamento ambiental. Segundo o Instituto Florestal de São Paulo, apenas 4,72% do território rinconense é composto por cobertura vegetal original (1 321,76 hectares); sendo 330,57 ha. de capoeira (1,18%), 313,34 ha. de cerrado (1,12%), 315,85 ha. de várzeas (1,13%), 283,5 ha. de Mata Atlântica ou florestas (1,01%) e 77,80 ha. de cerradão (0,28%).
Uma das principais áreas de preservação ambiental é a Estação Ecológica do Jataí (EEJ), que engloba, além de Rincão, os municípios de Luiz Antônio (onde está sediada), Guatapará, Araraquara e São Carlos. Foi fundada em 15 de junho de 1982, sendo considerada como a maior reserva de cerrado do estado de São Paulo, com um total de 9 010,7 hectares, onde são encontradas várias espécies típicas do bioma. Na flora, destaca-se a presença de espécies como o pequi, o barbatimão, a gabiroba e o angico-preto, enquanto que na fauna há o lobo-guará, o tamanduá-bandeira, capivaras e a onça-parda.

## Demografia
Em 2010, a população do município foi contada pelo Instituto Brasileiro de Geografia e Estatística (IBGE) em 10 414 habitantes. Segundo o censo daquele ano, 5 244 habitantes eram homens e 5 170 habitantes mulheres. Ainda segundo o mesmo censo, 8 460 habitantes viviam na zona urbana e 1 954 na zona rural. Já segundo estatísticas divulgadas em 2017, a população municipal era de 10 823 habitantes. Da população total em 2010, 2 470 habitantes (23,72%) tinham menos de 15 anos de idade, 7 102 habitantes (68,20%) tinham de 15 a 64 anos e 842 pessoas (8,09%) possuíam mais de 65 anos, sendo que a esperança de vida ao nascer era de 74,5 anos e a taxa de fecundidade total por mulher era de 2,2.
Em 2010, segundo dados do censo do IBGE daquele ano, a população rinconense era composta por 6 101 brancos (58,58%); 483 negros (4,64%); 64 amarelos (0,61%); 3 753 pardos (36,04%) e 13 indígenas (0,12%). Considerando-se a região de nascimento, 9 626 eram nascidos na Região Sudeste (92,43%), 522 no Nordeste (5,01%), 57 no Centro-Oeste (0,55%), 176 no Sul (1,79%) e nove no Norte (0,09%). 9 404 habitantes eram naturais do estado de São Paulo (90,3%) e, desse total, 6 213 eram nascidos em Rincão (59,66%). Entre os 1 010 naturais de outras unidades da federação (9,7%), a Bahia era o estado com maior presença, com 227 pessoas (2,18%), seguido por Minas Gerais, com 201 residentes (1,93%), e pelo Paraná, com 160 habitantes residentes no município (1,54%).

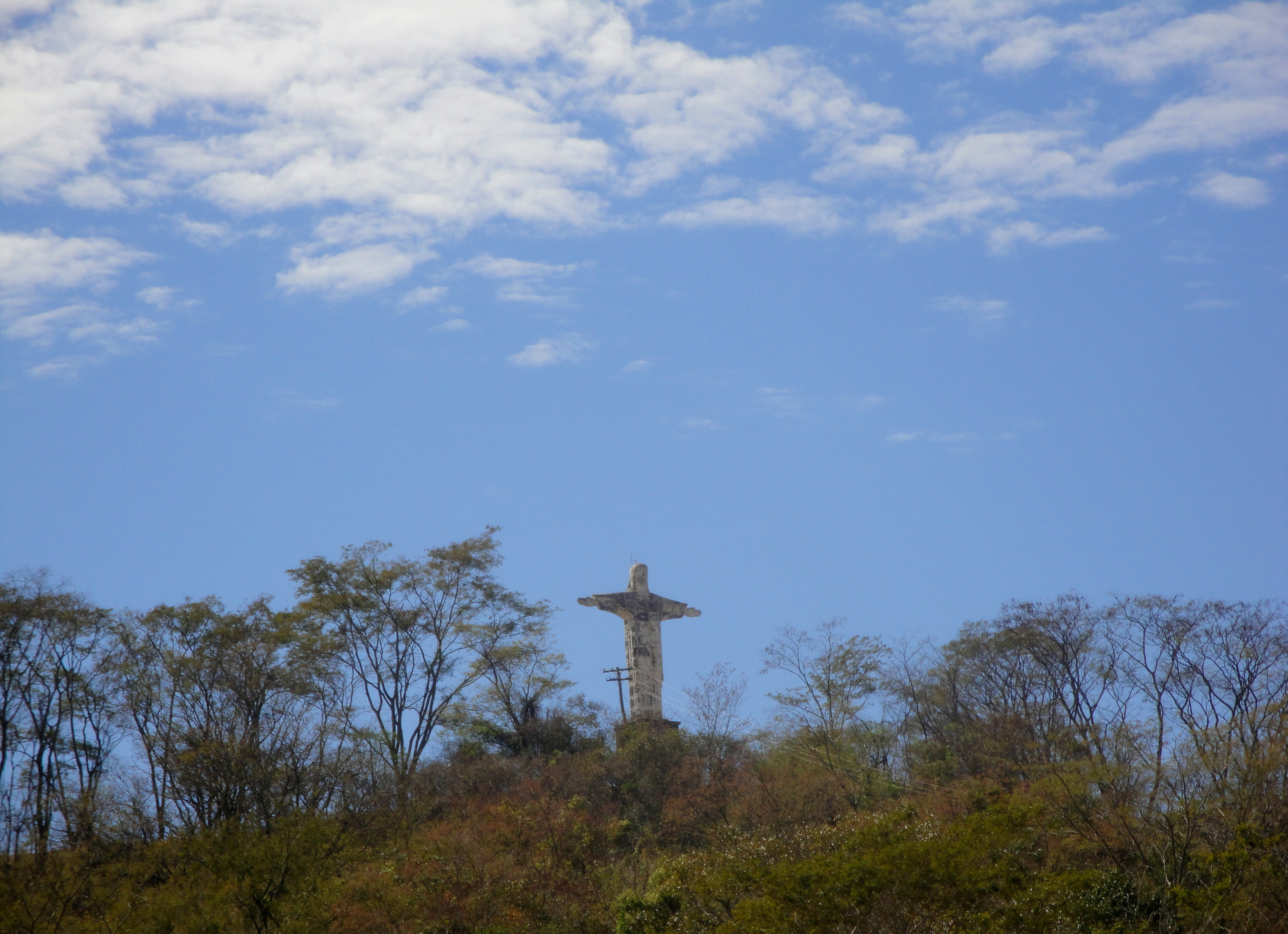
Cristo Redentor de Rincão

O Índice de Desenvolvimento Humano Municipal (IDH-M) de Rincão é considerado alto pelo Programa das Nações Unidas para o Desenvolvimento (PNUD), sendo que seu valor é de 0,734, sendo o 356º maior de São Paulo e o 920º maior do Brasil. A cidade possui a maioria dos indicadores próximos ou acima da média nacional segundo o PNUD. Considerando-se apenas o índice de educação o valor é de 0,682, o valor do índice de longevidade é de 0,826 e o de renda é de 0,701. De 2000 a 2010, a proporção de pessoas com renda domiciliar per capita de até meio salário mínimo reduziu em 56,7% e em 2010, 93,0% da população vivia acima da linha de pobreza, 4,6% encontrava-se na linha da pobreza e 2,3% estava abaixo e o coeficiente de Gini, que mede a desigualdade social, era de 0,447, sendo que 1,00 é o pior número e 0,00 é o melhor. A participação dos 20% da população mais rica da cidade no rendimento total municipal era de 50,3%, ou seja, 9,9 vezes superior à dos 20% mais pobres, que era de 5,1%.
De acordo com dados do censo de 2010 realizado pelo IBGE, a população de Rincão está composta por: 6 650 católicos (63,86%), 1 584 evangélicos (15,21%), 1 237 pessoas sem religião (11,88%), 399 espíritas (3,84%), 347 Testemunhas de Jeová (3,33%) e 1,88% divididos entre outros credos religiosos. Segundo divisão feita pela Igreja Católica, o município está situado na Diocese de São Carlos, que foi criada em 1º de março de 1908 e atualmente conta com outros 28 municípios, sendo a sede em São Carlos. A diocese ainda divide-se em seis regiões pastorais, que por sua vez são subdivididas em paróquias. Rincão situa-se na Região Pastoral 6, sendo que a Paróquia São Luís Gonzaga, criada em 14 de novembro de 1924, corresponde ao município.

## Política e administração
A administração municipal se dá pelos Poderes Executivo e Legislativo. O Executivo é exercido pelo prefeito, auxiliado pelo seu gabinete de secretários. No dia 15 de junho de 2018, o então presidente da câmara, Edson Brito Bolito (Edinho Bolito), do Partido dos Trabalhadores, assumiu o Executivo interinamente, após o mandato de Therezinha Ignez Servidoni, do Partido da Social Democracia Brasileira (PSDB), ser cassado pelo Tribunal Superior Eleitoral (TSE) em outubro de 2017 por improbidade administrativa. Ela concorreu às eleições de 2016 e governava por medida cautelar. O Poder Legislativo, por sua vez, é constituído pela câmara municipal, composta por nove vereadores. Cabe à casa elaborar e votar leis fundamentais à administração e ao Executivo, especialmente o orçamento participativo (Lei de Diretrizes Orçamentárias).
Em complementação ao processo Legislativo e ao trabalho das secretarias, existem também conselhos municipais em atividade, entre os quais dos direitos da criança e do adolescente, que foi criado em 2009, de direitos do idoso (1996), de direitos da pessoa com deficiência (1998) e o conselho tutelar (2000). Rincão se rege por sua lei orgânica, que foi promulgada em 5 de abril de 1990, e é termo da Comarca de Araraquara, do Poder Judiciário estadual. O município possuía, em maio de 2018, 7 834 eleitores, de acordo com o Tribunal Superior Eleitoral, o que representa 0,024% do eleitorado paulista.
A zona urbana municipal está subdividida em sete bairros, sendo eles: Vila Paulista, Vila Bela Vista, Vila Maria Madalena Pinto, Jardim Alvorada, Jardim Carangola, Jardim d'Alessandro e Jardim Bela Vista. Na zona rural há o distrito de Taquaral, criado pela lei municipal nº 1842, de 4 de agosto de 2011 (elevando o antigo bairro Taquaral à categoria de distrito), cuja população era estimada pela prefeitura no ano de 2011 em cerca de 1 500 habitantes.

## Economia
No Produto Interno Bruto (PIB) de Rincão, destaca-se a área de prestação de serviços. De acordo com dados do IBGE, relativos a 2011, o PIB do município era de R$ 143 262 mil. 6 045 mil eram de impostos sobre produtos líquidos de subsídios a preços correntes e o PIB per capita era de R$ 13 747,43. Em 2010, 65,37% da população maior de 18 anos era economicamente ativa, enquanto que a taxa de desocupação era de 5,39%.
Em 2012, salários juntamente com outras remunerações somavam 25 710 mil reais e o salário médio mensal de todo município era de 2,1 salários mínimos. Havia 320 unidades locais e 302 empresas atuantes. Segundo o IBGE, em 2010, 54,73% das residências sobreviviam com menos de salário mínimo mensal por morador (1 705 domicílios), 36,82% sobreviviam com entre um e três salários mínimos para cada pessoa (1 147 domicílios), 4,49% recebiam entre três e cinco salários (140 domicílios), 1,67% tinham rendimento mensal acima de cinco salários mínimos (52 domicílios) e 2,68% não tinham rendimento (71 domicílios).
Setor primário
| Produção de cana-de-açúcar, soja e milho (2012) | Produção de cana-de-açúcar, soja e milho (2012) | Produção de cana-de-açúcar, soja e milho (2012) |
| ----------------------------------------------- | ----------------------------------------------- | ----------------------------------------------- |
| Produto                                         | Área colhida (hectares)                         | Produção (tonelada)                             |
| Cana-de-açúcar                                  | 20 100                                          | 1 407 000                                       |
| Soja                                            | 80                                              | 216                                             |
| Milho                                           | 30                                              | 144                                             |

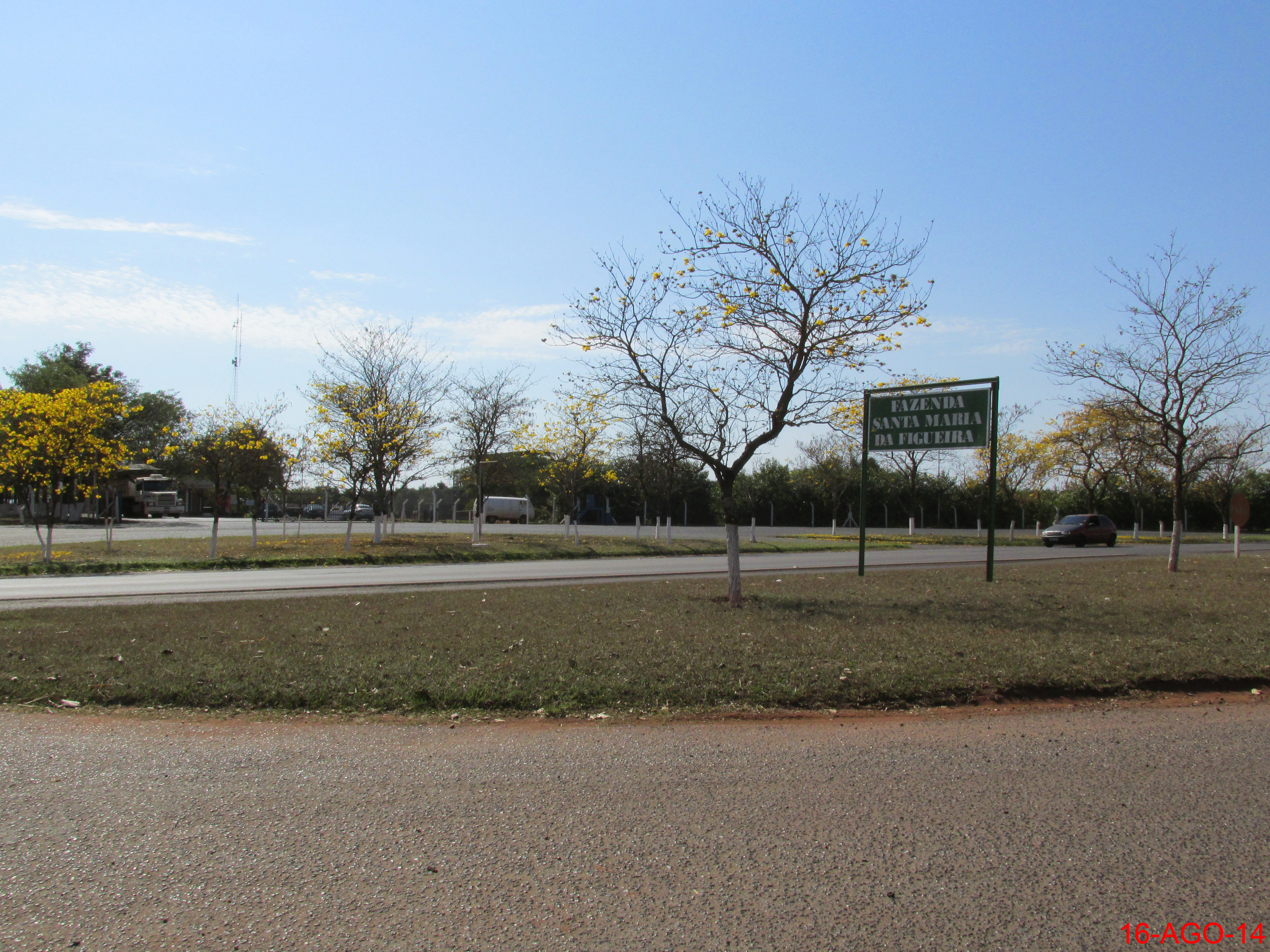
Fazenda Santa Maria da Figueira, produtora de laranja em Rincão.

Em 2011, a pecuária e a agricultura acrescentavam 41 832 mil reais na economia de Rincão, enquanto que em 2010, 19,93% da população economicamente ativa do município estava ocupada no setor. Segundo o IBGE, em 2012 o município possuía um rebanho de 5 095 bovinos, 662 bubalinos, 48 caprinos, 244 equinos, 31 muares, 373 ovinos, 313 suínos e 93 740 aves, entre estas 6 540 galinhas e 87 200 galos, frangos e pintinhos. Neste mesmo ano, a cidade produziu 920 mil litros de leite de 1 380 vacas, 63 mil dúzias de ovos de galinha e 1 380 quilos de mel de abelha.
Na lavoura temporária, são produzidos principalmente a cana-de-açúcar (1 407 000 toneladas produzidas e 20 100 hectares cultivados), a soja (216 toneladas e 80 hectares) e o milho (144 toneladas e 30 hectares colhidos), além do amendoim. Já na lavoura permanente, destacam-se a laranja (44 795 toneladas produzidas e 1 785 hectares cultivados) e o café (81 toneladas produzidas e dez hectares cultivados). O cultivo da cana-de-açúcar foi um dos principais fatores do desenvolvimento de Rincão e de boa parte do estado de São Paulo, sendo que a atividade canavieira ainda é uma das principais fontes econômicas da região, atraindo trabalhadores rurais de várias partes do Brasil. Por muito tempo também se destacou a produção de arroz, café, banana, maçã e uma grande diversidade de árvores frutíferas.
Setores secundário e terciário
A indústria, em 2011, era o setor menos relevante para a economia do município. 12 989 reais do PIB municipal eram do valor adicionado bruto do setor secundário, sendo que a maior parte da atividade industrial rinconense está relacionada às indústrias de transformação de tijolos e à extração de areia e pedregulho. Em 2012, de acordo com o IBGE, também foram extraídos 620 metros cúbicos de madeira em lenha. Segundo estatísticas do ano de 2010, 2,26% dos trabalhadores de Rincão estavam ocupados no setor industrial extrativo e 19,88% na indústria de transformação.
Também em 2010, 3,36% da população ocupada estava empregada no setor de construção, 0,50% nos setores de utilidade pública, 9,66% no comércio e 41,48% no setor de serviços e em 2011, 82 396 reais do PIB municipal eram do valor adicionado bruto do setor terciário. O comércio representa uma das principais fontes de renda da cidade e se vê fortalecido pela considerável presença de micro e pequenas empresas.

## Infraestrutura

### Habitação, infraestrutura básica e criminalidade
No ano de 2010 a cidade tinha 3 115 domicílios particulares permanentes. Desse total, 3 022 eram casas, 88 eram casas de vila ou condomínios e cinco eram habitações em cortiços. Do total de domicílios, 1 919 são imóveis próprios (1 719 próprios já quitados e 200 em aquisição); 649 foram alugados; 531 foram cedidos (307 cedidos por empregador e 224 cedidos de outra forma) e 16 foram ocupados de outra maneira. Parte dessas residências contava com água tratada, energia elétrica, esgoto, limpeza urbana, telefonia fixa e telefonia celular. 2 571 domicílios eram atendidos pela rede geral de abastecimento de água (82,53% do total); 3 103 (99,61%) possuíam banheiros para uso exclusivo das residências; 2 956 (94,89% deles) eram atendidos por algum tipo de serviço de coleta de lixo (seja pela prefeitura ou não); e 3 108 (99,77%) possuíam abastecimento de energia elétrica.
Como na maioria dos municípios brasileiros, a criminalidade ainda se faz presente em Rincão. Em 2011, a taxa de homicídios no município foi de 6,2 para cada 100 mil habitantes, ficando no 236º lugar a nível estadual e no 2183º lugar a nível nacional. Já em relação à taxa de óbitos por acidentes de transito, o índice foi de 12,3 para cada 100 mil habitantes, ficando no 250º a nível estadual e no 1838º lugar a nível nacional.

### Saúde e educação
Em 2009, o município possuía quatro estabelecimentos de saúde entre hospitais, pronto-socorros, postos de saúde e serviços odontológicos, sendo todos públicos e integrantes do Sistema Único de Saúde (SUS). Em 2013, 99,4% das crianças menores de 1 ano de idade estavam com a carteira de vacinação em dia. Em 2012, foram registrados 143 nascidos vivos, sendo que o índice de mortalidade infantil neste ano foi de 14 óbitos de crianças menores de cinco anos de idade a cada mil nascidos vivos. Em 2010, 4,38% das mulheres de 10 a 17 anos tiveram filhos (todas acima dos 15 anos) e a taxa de atividade entre meninas de 10 a 14 anos era de 1,90%. Do total de crianças menores de dois anos pesadas pelo Programa Saúde da Família em 2013, 0,9% apresentavam desnutrição.
Na área da educação, o Índice de Desenvolvimento da Educação Básica (IDEB) médio entre as escolas públicas de Rincão era, no ano de 2011, de 4,5 (numa escala de avaliação que vai de nota 1 à 10), sendo que a nota obtida por alunos do 5º ano (antiga 4ª série) foi de 4,9 e do 9º ano (antiga 8ª série) foi de 4,2; o valor das escolas públicas de todo o Brasil era de 4,0. Em 2010, 1,78% das crianças com faixa etária entre seis e quatorze anos não estavam cursando o ensino fundamental. A taxa de conclusão, entre jovens de 15 a 17 anos, era de 48,5% e o percentual de alfabetização de jovens e adolescentes entre 15 e 24 anos era de 97,9%. A distorção idade-série entre alunos do ensino fundamental, ou seja, com idade superior à recomendada, era de 1,1% para os anos iniciais e 4,4% nos anos finais e, no ensino médio, a defasagem chegava a 6,9%. Dentre os habitantes de 18 anos ou mais, 49,22% tinham completado o ensino fundamental e 29,84% o ensino médio, sendo que a população tinha em média 10,49 anos esperados de estudo.
Em 2010, de acordo com dados da amostra do censo demográfico, da população total, 2 934 habitantes frequentavam creches e/ou escolas. Desse total, 157 frequentavam creches, 277 estavam no ensino pré-escolar, 201 na classe de alfabetização, 16 na alfabetização de jovens e adultos, 1 389 no ensino fundamental, 75 na educação de jovens e adultos do ensino fundamental, 483 no ensino médio, 78 na educação de jovens e adultos do ensino médio, 30 na especialização de nível superior e 228 em cursos superiores de graduação. 4 310 pessoas não frequentavam unidades escolares, sendo que 877 nunca haviam frequentado e 6 677 haviam frequentado alguma vez. Segundo o IBGE, naquele mesmo ano, das cinco escolas que forneciam ensino fundamental, uma pertencia à rede pública estadual, três à rede pública municipal e uma era escola particular. Dentre as duas instituições de ensino médio, uma pertencia à rede pública estadual e uma à rede particular.
| Ensino pré-escolar | 286   | 25 | 5 |
| Ensino fundamental | 1 444 | 64 | 5 |
| Ensino médio       | 502   | 12 | 2 |

### Saneamento e energia
O serviço de abastecimento de energia elétrica no município é feito pela Companhia Paulista de Força e Luz (CPFL), enquanto que o abastecimento de água e a coleta de esgoto são de responsabilidade do Serviço de Água e Esgoto de Rincão (SAER), sendo que em 2008 havia 3 473 unidades consumidoras e eram distribuídos em média 2 500 m³ de água tratada por dia. A água que é distribuída à população é captada do subsolo através de cinco poços que a encaminham a quatro reservatórios e, posteriormente, à cidade.

### Comunicações
O sistema de telefones automáticos foi inaugurado na cidade em 1973 pela Telecomunicações de São Paulo (TELESP), que também implantou o sistema de discagem direta à distância (DDD) em 1980 com o código de área (0162). Anteriormente a cidade era atendida pela Companhia Telefônica Brasileira (CTB).
Na década de 90 o código DDD da cidade foi alterado para (016), para padronização do sistema telefônico com a telefonia celular que estava sendo implantada em todo o estado.
No dia 12 de janeiro de 2009, o município passou a ser servido pela portabilidade, juntamente com outros municípios com o mesmo DDD. A portabilidade é um serviço que possibilita a troca da operadora sem a necessidade de se trocar o número do aparelho.
O Código de Endereçamento Postal (CEP) da cidade vai de 14830-000 a 14834-999.

### Transportes

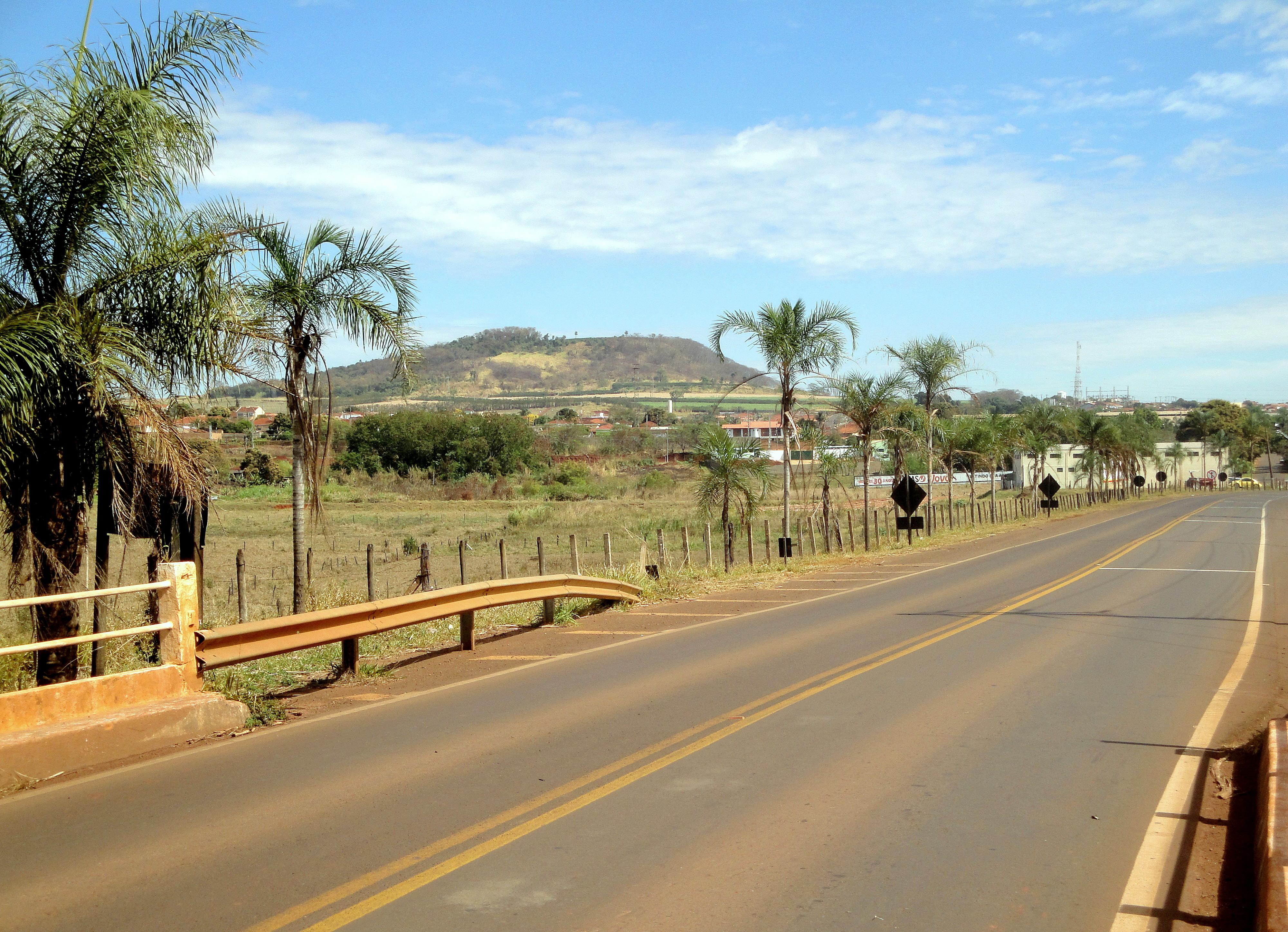
SP-255 na entrada da cidade

A frota municipal no ano de 2013 era de 4 479 veículos, sendo 2 801 automóveis, 282 caminhões, 63 caminhões-trator, 309 caminhonetes, 114 caminhonetas, 19 micro-ônibus, 577 motocicletas, 61 motonetas, 50 ônibus, nove utilitários e 194 classificados como outros tipos de veículo. A cidade possui transporte coletivo, que é de responsabilidade da Viação Paraty. Duas rodovias passam por Rincão, sendo elas a SP-255 (que conecta cidades como Araraquara, Jaú e Avaré); e a SP-318 (conectando cidades como São Carlos e Ribeirão Preto).
O município contava com transporte ferroviário. A estação ferroviária da cidade foi inaugurada em 1º de abril de 1892, sendo atendida por transporte de carga e passageiros da Companhia Paulista de Estradas de Ferro (CPEF), inicialmente através da Estrada de Ferro Rio-Clarense, que ligava o município de Rio Claro a Jaboticabal (até Barretos a partir de 1908). Na década de 1920, a ferrovia passou a ser propriedade da chamada Linha Paulista e foi estendida até Mogi Guaçu, vindo a ser adquirida pela Fepasa em 1971, que manteve o percurso Mogi Guaçu–Barretos até 1998, quando o trajeto foi encurtado para apenas entre Campinas e Araraquara. Com isso, Rincão deixou de ser atendida pelo serviço de trens, sendo que a estação foi fechada e transformada em um centro cultural e sede da prefeitura. A notícia do estendimento da malha ferroviária da Companhia Paulista de Estradas de Ferro (CPEF) até o atual município foi um dos fatores para o começo do povoamento no lugar na segunda metade do século XIX.

## Cultura

### Manifestações culturais
Para estimular o desenvolvimento socioeconômico local, a prefeitura de Rincão, juntamente ou não com instituições locais, passou a investir mais no segmento de festas e eventos. Os principais eventos são o Carnaval, organizado em fevereiro ou março, com desfiles dos blocos formados por famílias da cidade, marchinhas e shows com bandas regionais; as celebrações da Semana Santa, em março ou abril, com apresentação teatral da morte e ressurreição de Jesus na Sexta-feira Santa; o Festival de Música Sertaneja, em abril ou maio, com a escolha das melhores apresentações dentre duplas sertanejas de toda a região, atraindo um público médio de mil pessoas; a festa junina da cidade (Arraiá de Rincão), em junho ou julho, que é realizada anualmente desde 2001 e em algumas edições atrai mais de 10 mil pessoas durante os dias do evento, sendo uma das mais conhecidas da região e contando com shows com bandas locais sertanejas, de forró ou de samba, exposições e barracas de alimentação com comidas típicas e tradicionais; e as comemorações do aniversário da cidade, que mesmo sendo celebrado em 20 de agosto, conta com realização de shows, exposições, espetáculos culturais, campeonatos esportivos, sorteios e missas durante vários dias.
O artesanato também é uma das formas mais espontâneas da expressão cultural rinconense. Há associações que reúnem artesãos da região, disponibilizando espaço para confecção, exposição e venda dos produtos artesanais. Normalmente essas peças são vendidas em feiras, exposições ou lojas de artesanato. Há também organizações não governamentais (ONGs) que atuam na área do artesanato com crianças carentes da cidade. Segundo o IBGE, as principais atividades artesanais desenvolvidas em Rincão são o bordado, trabalhos com renda e construção de produtos envolvendo madeira. Em Taquaral desenvolveu-se, em parceria com o Serviço Nacional de Aprendizagem Industrial (SENAI), o projeto Eco Argila, composto por um prédio equipado com cinco fornos cerâmicos usados para confecção de peças artesanais.

### Instituições e atrativos
O chamado Departamento de Educação e Cultura é o órgão em complementação ao processo legislativo que versa o setor cultural do município. Há um conselho municipal de cultura, criado em 2006 e de caráter consultivo, normativo e fiscalizador. Dentre os espaços culturais, destaca-se a existência de uma biblioteca pública e um estádio ou ginásio poliesportivo, ambos mantidos pelo poder público municipal, segundo o IBGE em 2005. Também há presença de grupos de teatro, dança, música e capoeira, coral, escola de samba, bloco carnavalesco e exposições de artes plásticas e visuais e desenho e pintura, de acordo com o IBGE em 2012.
Os principais atrativos da cidade são a Praça da Matriz, que é utilizada como palco para vários eventos públicos e situa-se em frente à Igreja Matriz; o rio Mojiguaçu, sendo que em Taquaral cerca de 400 pessoas se instalam todo final de semana em ranchos às margens do curso d'Água a fim de aproveitarem suas águas para nadarem ou apreciarem a paisagem; e o prédio da antiga estação ferroviária, que foi construído em 1892 e transformado em sede da prefeitura em 2004, onde também há um centro cultural. Em anexo ao prédio, na parte externa, foram construídos a Praça dos Ferroviários e um teatro de arena que comporta aproximadamente 250 pessoas e também é usado para a realização de eventos culturais.

### Esporte
A cidade conta com equipes de diversas modalidades, que eventualmente participam de competições intermunicipais e se destacam regionalmente. Há presença de esportes como futsal, futebol, basquetebol, handebol e voleibol. Também destacam-se projetos que promovem atividades esportivas à população, como as chamadas "escolinhas" de futebol às crianças da cidade e aulas de ginástica, natação e vôlei a idosos, que são realizadas nos espaços esportivos existentes no município e orientadas pela própria prefeitura de Rincão.
O principal espaço esportivo do município é o Ginásio Municipal de Rincão Antônio Carlos Nascimento e o principal estádio de futebol é o Estádio Municipal de Rincão, também conhecido como Estádio do Ferroviário, sendo que ambos eventualmente sediam eventos regionais ou torneios municipais, como campeonatos e competições amadoras.

### Feriados
Em Rincão há dois feriados municipais e oito feriados nacionais, além dos pontos facultativos. Os feriados municipais são o dia do aniversário da cidade, comemorado em 20 de agosto; e o dia da Consciência Negra, celebrado em 20 de novembro. De acordo com a lei federal nº 9.093, aprovada em 12 de setembro de 1995, os municípios podem ter no máximo quatro feriados municipais com âmbito religioso, já incluída a Sexta-Feira Santa.